# 费伊陨石坑
费伊陨石坑（Faye）是位于月球正面崎岖的南部高地上一座撞击坑残迹，其名称取自法国天文学家埃尔韦·费伊（Hervé Faye，1814年-1902年），1935年被国际天文学联合会批准接受。

## 描述

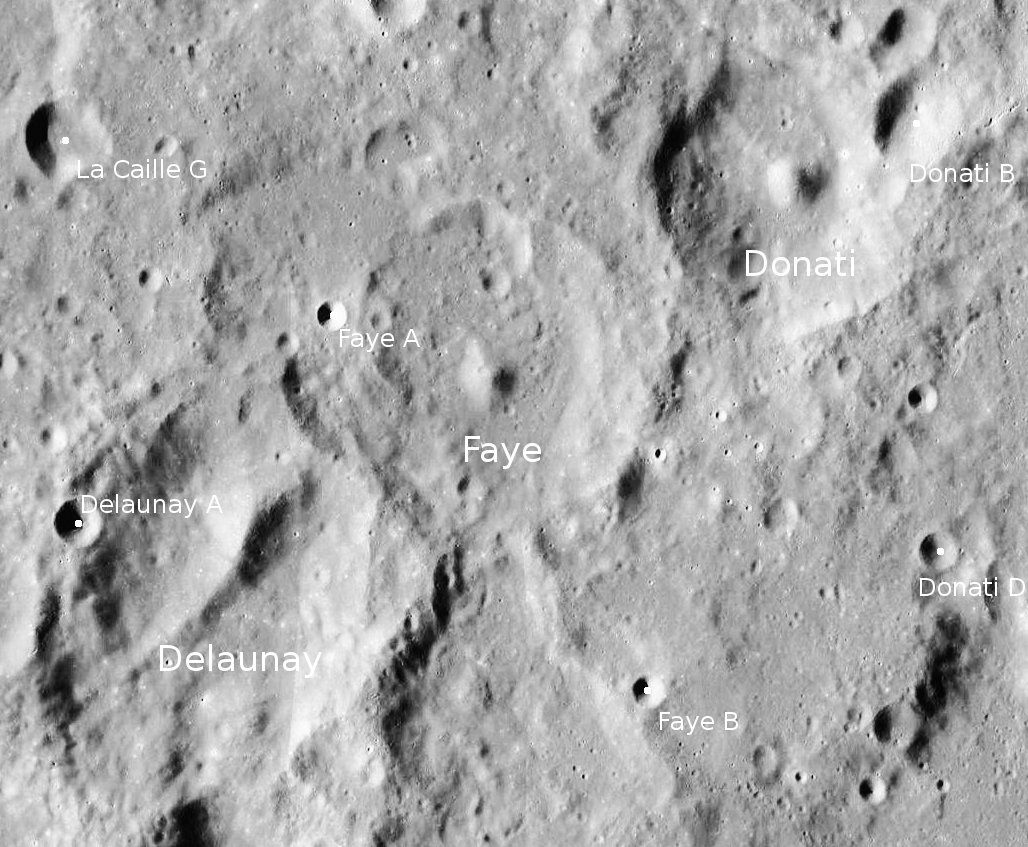
费伊陨石坑的周边，月球勘测轨道飞行器拍摄。

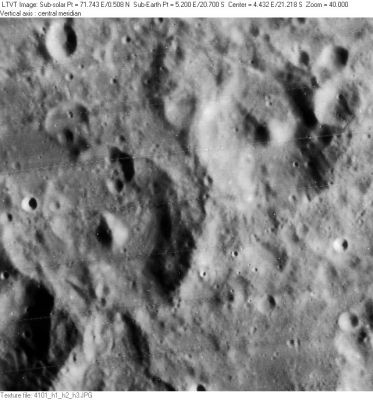
费伊陨石坑（左）和多纳蒂陨石坑（右），月球轨道器4号拍摄。

该陨坑位于云海东面的山区高地上、东北与多纳蒂陨石坑仅相距数公里，西南紧挨德劳奈陨石坑，并构成了一串向西南伸展，直径越来越大的链坑的一部分：直径35.84公里的多纳蒂陨石坑、38.02公里的费伊陨石坑、44.6公里的德劳奈陨石坑、67.2公里的拉卡耶环形山和直径114.97公里的普尔巴赫环形山。该陨坑中心月面坐标为21°23′S 3°49′W / 21.39°S 3.81°W，直径38.02公里，深度约2.159公里。
费伊陨石坑几乎已完全损毁，与周边背景难以分辨。其外观轮廓参差不齐，西北壁已基本磨损消失，形成一处连通内外的宽畅峪口，只有东南段相对保存最完整。残存的坑壁最大高出周边地形1010米，内部容积约1062.69立方千米。坑内地表崎岖不平，东北部内壁嵌入了一座小残迹坑，一座高约780米的圆形中央峰矗立在坑底中心。

## 卫星陨石坑
按惯例，最靠近费伊陨石坑的卫星坑在月图上以字母标注在该坑中心点的旁边。

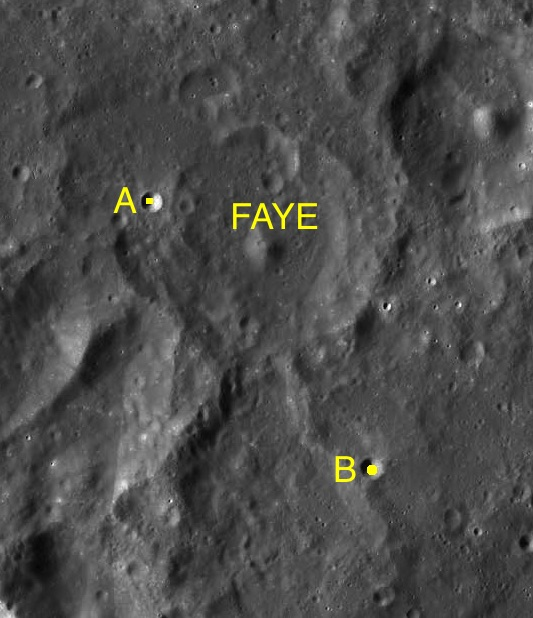
LAC-95 区域图

| 费伊 | 纬度     | 经度    | 直径       |
| ---- | -------- | ------- | ---------- |
| A    | 21.20° S | 3.12° E | 3.55 公里  |
| B    | 22.65° S | 4.50° E | 43.87 公里 |

## 另请参阅
- Andersson, L. E.; Whitaker, E. A. . NASA RP-1097. 1982.
- Blue, Jennifer. . USGS. July 25, 2007  [2007-08-05]. （原始内容存档于2015-05-26）.
- Bussey, B.; Spudis, P. . New York: Cambridge University Press. 2004. ISBN 978-0-521-81528-4.
- Cocks, Elijah E.; Cocks, Josiah C. . Tudor Publishers. 1995. ISBN 978-0-936389-27-1.
- McDowell, Jonathan. . Jonathan's Space Report. July 15, 2007  [2007-10-24]. （原始内容存档于2015-01-12）.
- Menzel, D. H.; Minnaert, M.; Levin, B.; Dollfus, A.; Bell, B. . Space Science Reviews. 1971, 12 (2): 136–186. Bibcode:1971SSRv...12..136M. doi:10.1007/BF00171763.
- Moore, Patrick. . Sterling Publishing Co. 2001. ISBN 978-0-304-35469-6.
- Price, Fred W. . Cambridge University Press. 1988. ISBN 978-0-521-33500-3.
- Rükl, Antonín. . Kalmbach Books. 1990. ISBN 978-0-913135-17-4.
- Webb, Rev. T. W.  6th revised. Dover. 1962. ISBN 978-0-486-20917-3.
- Whitaker, Ewen A. . Cambridge University Press. 1999. ISBN 978-0-521-62248-6.
- Wlasuk, Peter T. . Springer. 2000. ISBN 978-1-85233-193-1.